# Raised by Wolves
Raised by Wolves é o primeiro single do álbum de estréia, The Drug in Me Is You, da banda Americana Falling in Reverse lançado no dia 29 de maio de 2011. A canção foi destaque no iTunes Music Store como o "single da semana". No dia 28 de fevereiro de 2012, a canção ganha um videoclipe.

## Fundo
Após ser expulso de sua banda, Escape the fate, o vocalista Ronnie Radke passou quase dois anos e meio de prisão, a partir de agosto de 2008 a dezembro de 2010, por violar sua liberdade condicional, que recebeu devido à convicção de bateria, por estar envolvido em uma briga em Las Vegas que levou a morte de um jovem de 18 anos. Enquanto estava na prisão Radke começou uma nova banda, o Falling in Reverse.
"Raised By Wolves" é o primeiro single de sua nova banda. A canção começa com Radke cantando muito calmo, as guitarras o apoiá-lo, e as letras que Radke escreveu enquanto estava na prisão se destacam especialmente, como "Eu estou morto? Ou estou sonhando em vez disso? / Uma cornucópia de opiáceos inundaram minha cabeça". Após isto, a música explode em alta energia, há mais screaming nessa música do que na maioria de suas canções com Escape The Fate.
A música foi lançada oficialmente em 29 de maio de 2011. Ela foi destaque no iTunes Music Store como o "single da semana", e estava disponível para download gratuito durante está semana.

## Video musical
O clipe para "Raised by Wolves" mostra um dia na vida de Falling in Reverse, se divertindo nos bastidores, treinando, se preparando para o show e até mesmo jogando pedra, papel e tesoura. O clipe também inclui um desempenho vigoroso no palco a frente de seus fãs energéticos e gritando o nome de Ronnie. Em entrevista à Loudwire, Ronnie Radke e o guitarrista Jacky Vincent falam sobre seus fãs. Vincent diz: "Com a primeira turnê foi principalmente com crianças e agora eu comecei a ver um monte de caras do hardcore. Minha coisa favorita é ver roqueiros velhos, rockin 'out". Radke doz: "Eu digo às pessoas não usar drogas no stage, eu não bebo e eu tento promover um melhor estilo de vida".
O videoclipe para "Raised by Wolves" foi filmado no State Theatre durante seu show esgotado em 20 de janeiro, São Petersburgo, Flórida. Ele foi lançado no dia 28 de fevereiro de 2012.

## Recepção crítica
| Críticas profissionais | Críticas profissionais |
| Avaliações da crítica  | Avaliações da crítica  |
| Fonte                  | Avaliação              |
| ---------------------- | ---------------------- |
| Pupfresh               | (positiva)             |

O site Pupfresh teve comentários positivos sobre a canção, eles disseram que, "Você deve prestar atenção nas as letras, porque elas são definitivamente um ponto forte da música [...] Faz você pensar sobre o que Radke estava passando na prisão por algo que ele não fez, com apenas a sua música para se manter são [...] Ele tornou-se sóbrio e definitivamente planeja ficar desse jeito, e eu acho que com essa sobriedade, ele se tornou mais intenso e focado na música eo significado por trás dela."

## Lista de faixas
"Raised by Wolves" foi escrita e composta por Ronnie Radke.
| N.º | Título             | Duração |  |
| 1.  | "Raised by Wolves" | 3:24    |  |